# Hansonia aliciae
Hansonia aliciae är en stekelart som beskrevs av Maritza Mercado 2003. Hansonia aliciae ingår i släktet Hansonia och familjen bracksteklar. Inga underarter finns listade i Catalogue of Life.